# Афанасьева, Вероника Константиновна
Верони́ка Константи́новна Афана́сьева (род. 22 апреля 1933, Ленинград, СССР) — советский и российский шумеролог, специалист по шумерской литературе, поэт, переводчик с шумерского и аккадского. Доктор исторических наук. Автор нескольких книг по шумерологии. Научный сотрудник Эрмитажа.

## Образование
В 1957 году окончила отделение ассириологии восточного факультета ЛГУ.

### Переводы
Эпические произведения
- «Гильгамеш и Агга» — 1997
- «Гильгамеш и Хувава» — 1997
- «Нисхождение Инанны в нижний мир» — 1997
- «Гильгамеш, Энкиду и нижний мир» — 1997
- «Энки и Нинхурсаг» — 1997
- «Лахар и Ашнан» — 1997

## Награды
В 1999 году стала лауреатом Государственной премии Российской Федерации в области литературы и искусства за книгу «От начала начал. Антология шумерской поэзии».